# Dolly (släpvagn)

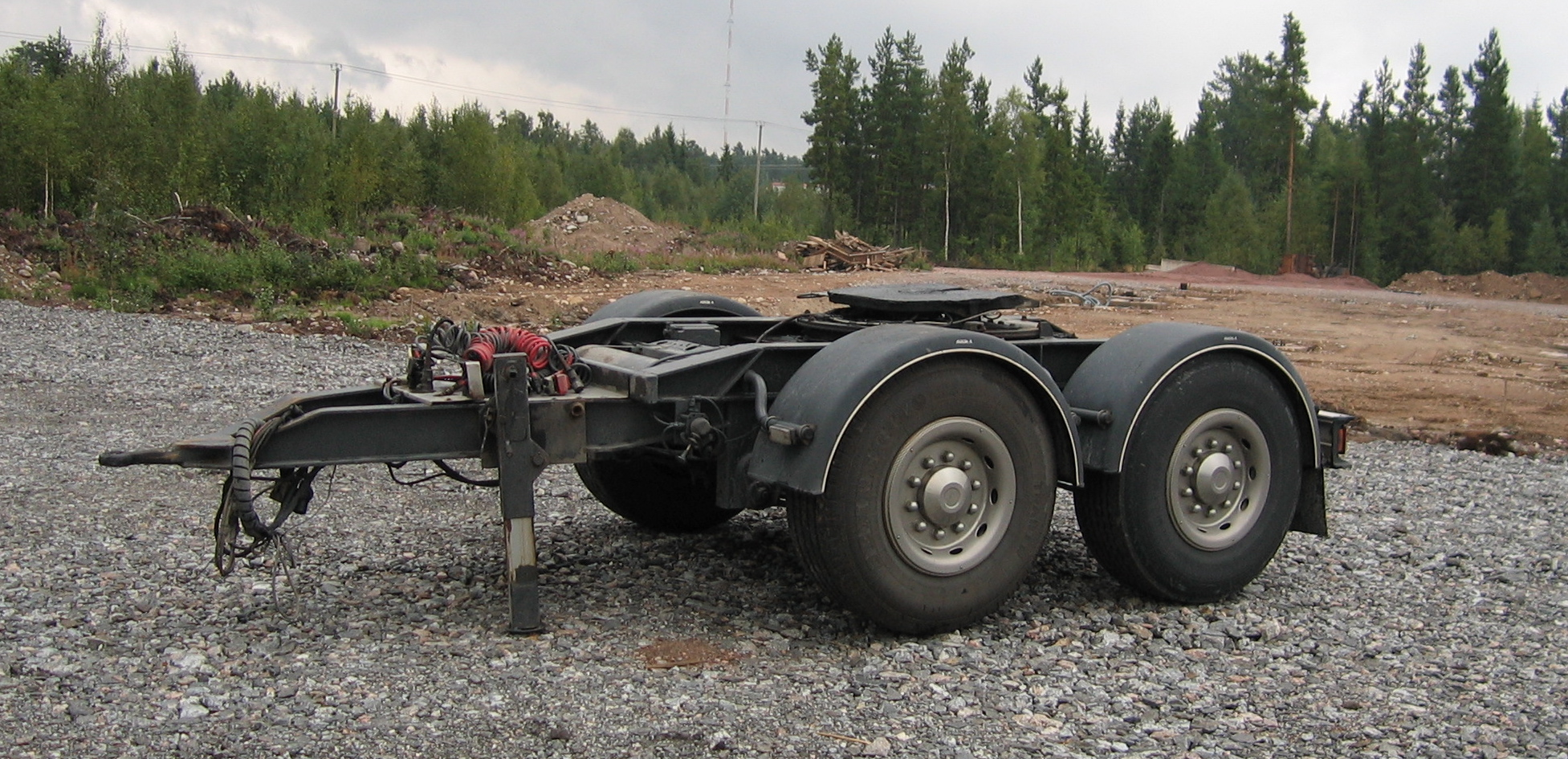
Dolly med två axlar.

Dolly är en typ av släpkärra som är avsedd att vara styraxel för en påhängsvagn och som är utrustad med en kopplingsanordning (vändskiva).

## Regler för dolly iSverige
Om en lastbil drar två släpfordon som är utrustade med låsningsfria bromsar och som utgörs av en dolly med tillkopplad påhängsvagn ("semitrailer") där dollyns vändskiva är vridbart lagrad kring en vertikal axel genom kopplingspunkten, får ekipaget föras i gällande hastighet, dock högst 80 km/h.
Lastbil med dolly och påhängsvagn får framföras med högst 80 km/h även om ovanstående krav inte är uppfyllda, om dollyn och påhängsvagnen registrerats och tagits i bruk före den 1 januari 1999, ingår i ett fordonståg som är högst 24,0 meter långt och är försedda med effektiva bromsar som kan manövreras från bilens färdbroms.
Högsta tillåtna bruttovikter vid olika axelavstånd på väg, för en släpvagn eller för en dolly med tillkopplad påhängsvagn med ett minsta avstånd mellan första och sista axeln av 6,6 meter regleras särskilt i bilaga 1 till trafikförordningen.

## Bilder

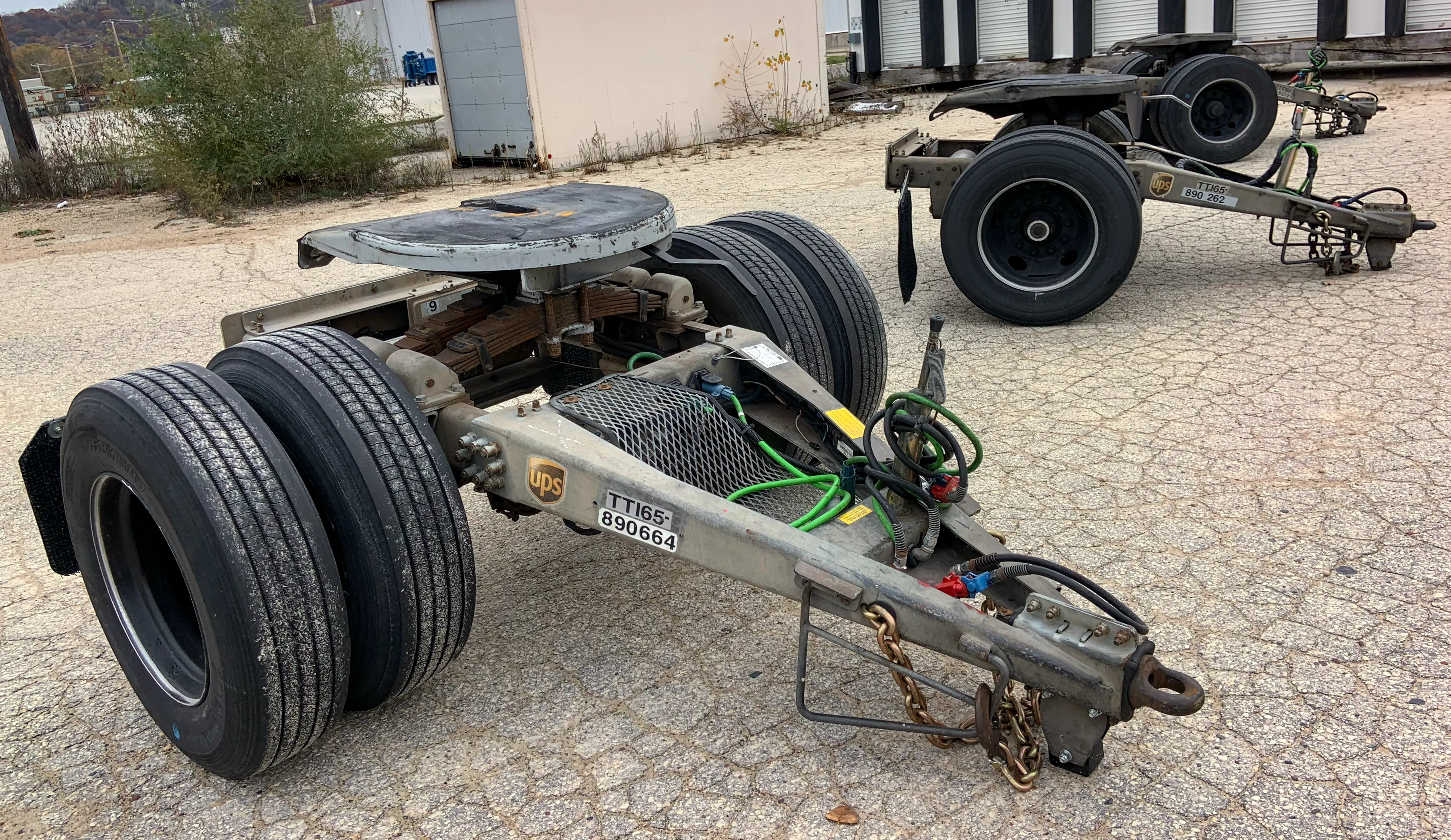
Tre dollys med en axel.
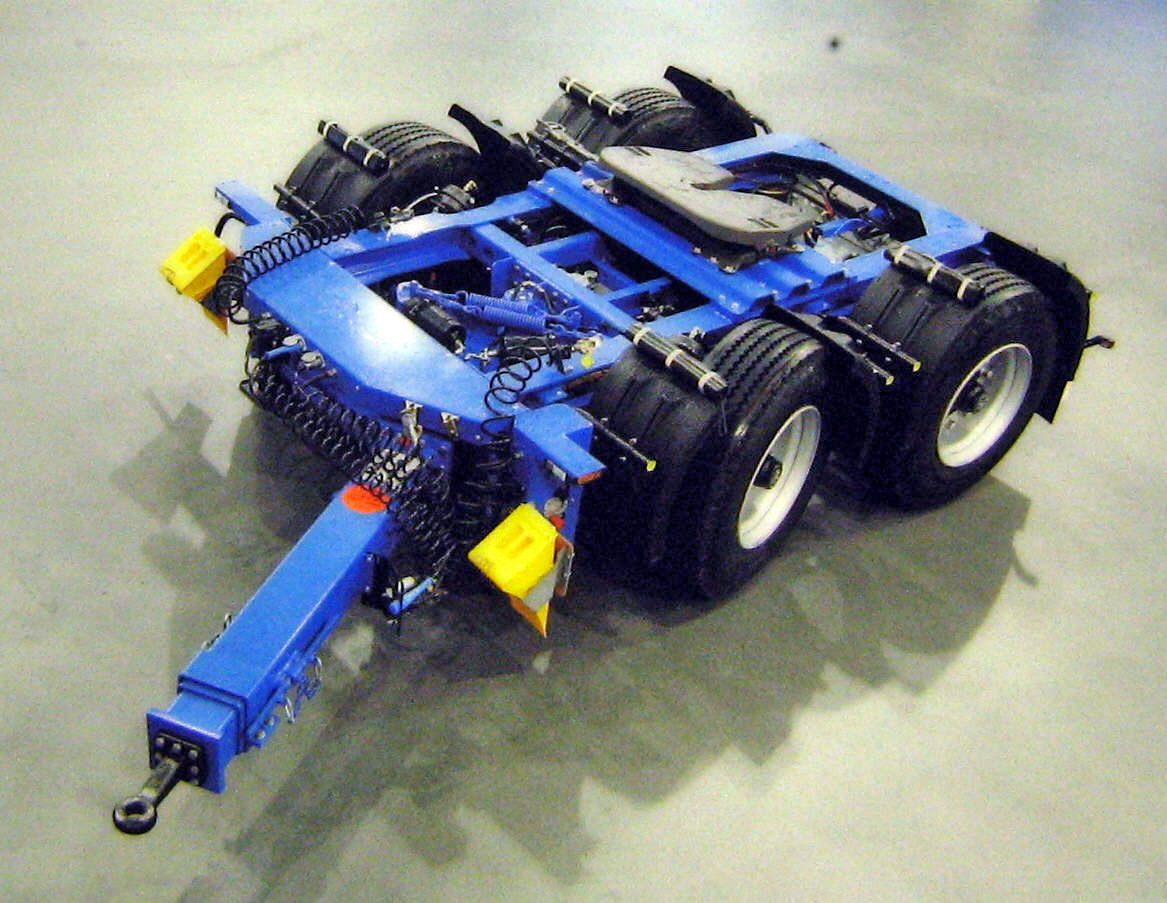
En dolly med en svängbar axel.